# Maildir
 (octobre 2015).
Si vous disposez d'ouvrages ou d'articles de référence ou si vous connaissez des sites web de qualité traitant du thème abordé ici, merci de compléter l'article en donnant les références utiles à sa vérifiabilité et en les liant à la section « Notes et références ».

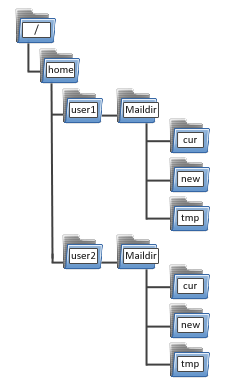
Structure Maildir

Maildir est une structure de répertoires particulière, qui est utilisée pour sauvegarder des courriers électroniques.
Maildir a été créé par Daniel J. Bernstein lors du développement de son serveur de messagerie électronique : Qmail.

## Principe
Contrairement au format Unix traditionnel de boîtes aux lettres électroniques mbox, Maildir ne sauvegarde pas tous les courriels dans le même fichier et ne nécessite donc pas que ce fichier soit bloqué en écriture, quand des courriels sont ajoutés ou supprimés par un logiciel de client de messagerie.

## Utilisation pour les serveurs
De par son architecture, Maildir est performant et très fiable. Il est de plus particulièrement adapté pour les agents de distribution du courriel compatibles avec le protocole IMAP.
De très nombreux serveurs de courriels supportent maintenant Maildir, comme :
- Postfix ;
- Courier IMAP ;
- Exim ;
- Tethys ;
- Qmail ;
- XMail ;
- Sendmail, via dovecot ou procmail en tant qu’agent de distribution du courriel.

## Utilisation pour les clients
Son usage ne se limite pas aux serveur de messagerie électronique : il peut aussi être utilisé par un client de messagerie pour stocker sur le disque dur les courriels téléchargés.
Des clients de messagerie supportant Maildir :
- Balsa
- Gnus (Emacs)
- KMail
- Mutt
- Novell Evolution
- Sylpheed
- Thunderbird (encore en test à la version 38[1])

## Technique
Chaque courriel est conservé dans un fichier séparé sur le serveur. Chaque répertoire Maildir contient en pratique 3 sous-répertoires : tmp, new et cur. Le processus qui récupère les courriels les place dans le répertoire tmp, le nom du fichier est généré automatiquement de manière à être unique. Une fois le message complètement reçu par le serveur de courriel (MTA), il est déplacé, par un système de link/unlink dans le répertoire new. Au passage du client de messagerie qui parcourt le répertoire new, il est à nouveau déplacé et est mis dans le répertoire cur.
Le message n'a toujours pas été lu.